# MONDO ROCCIA
『MONDO ROCCIA』（モンド・ロッチャ）は、ザ・クロマニヨンズの4thアルバムである。2009年10月28日リリース。

## 概要
前作から1年ぶりのアルバム。6thシングル「グリセリン・クイーン」を含む全12曲入りとなっている。
初回生産限定盤、通常盤、アナログ盤の3形態で発売された。初回生産限定盤はBlu-spec CD仕様となっており、「ここでしか見られない!アルバム収録曲スタジオライブ3曲入り!」を収録したDVDが付いている。アナログ盤は200g重量盤を採用し、1960年代E式アナログ盤を可能な限り再現している。
音源は全編モノラルでの収録となっている。

## 収録曲

### Disc 1: CD
| 全編曲: ザ・クロマニヨンズ。 |                          |            |            |       |
| #                            | タイトル                 | 作詞       | 作曲       | 時間  |
| 1.                           | 「ジャングル・ジャミン」 | 甲本ヒロト | 甲本ヒロト | 2:18  |
| 2.                           | 「グリセリン・クイーン」 | 真島昌利   | 真島昌利   | 3:05  |
| 3.                           | 「鉄カブト」             | 甲本ヒロト | 甲本ヒロト | 2:27  |
| 4.                           | 「フンカー」             | 真島昌利   | 真島昌利   | 3:30  |
| 5.                           | 「炭酸」                 | 甲本ヒロト | 甲本ヒロト | 1:49  |
| 6.                           | 「ジョニークール」       | 真島昌利   | 真島昌利   | 4:02  |
| 7.                           | 「ムーンベイビー」       | 真島昌利   | 真島昌利   | 2:55  |
| 8.                           | 「アウト」               | 甲本ヒロト | 甲本ヒロト | 3:27  |
| 9.                           | 「酒じじい」             | 真島昌利   | 真島昌利   | 2:48  |
| 10.                          | 「突然バーン」           | 甲本ヒロト | 甲本ヒロト | 2:31  |
| 11.                          | 「恋に落ちたら」         | 真島昌利   | 真島昌利   | 2:32  |
| 12.                          | 「エロこそすべて」       | 甲本ヒロト | 甲本ヒロト | 2:45  |
| 合計時間:                    | 合計時間:                | 合計時間:  | 合計時間:  | 34:09 |

### Disc 2: DVD
| #  | タイトル                 | 作詞 | 作曲・編曲 |
| -- | ------------------------ | ---- | ---------- |
| 1. | 「恋に落ちたら」         |      |            |
| 2. | 「突然バーン」           |      |            |
| 3. | 「グリセリン・クイーン」 |      |            |

### 楽曲解説
1. ジャングル・ジャミン
2. グリセリン・クイーン
6thシングル。シングルとはアレンジが若干異なっている。
3. 鉄カブト
曲は同年3月に出来たという。
4. フンカー
5. 炭酸
6. ジョニークール
7. ムーンベイビー
8. アウト
9. 酒じじい
10. 突然バーン
11. 恋に落ちたら
歌詞が3文字で成り立っている。
12. エロこそすべて

## 参加アーティスト
ザ・クロマニヨンズ
- 甲本ヒロト（ボーカル）
- 真島昌利（ギター）
- 小林勝（ベース）
- 桐田勝治（ドラムス）